# Calliobothrium
Calliobothrium är ett släkte av plattmaskar. Calliobothrium ingår i familjen Onchobothriidae.
Kladogram enligt Catalogue of Life:
| Calliobothrium | \| \| Calliobothrium eschricthii \| \| \| \| \| \| Calliobothrium tylotocephalum \| \| \| \| \| \| Calliobothrium verticillatum \| \| \| \| |
|                | \| \| Calliobothrium eschricthii \| \| \| \| \| \| Calliobothrium tylotocephalum \| \| \| \| \| \| Calliobothrium verticillatum \| \| \| \| |
|                | Ceratobothrium |
|                | |
|                | Calliobothrium eschricthii |
|                | |
|                | Calliobothrium tylotocephalum |
|                | |
|                | Calliobothrium verticillatum |
|                | |

|  | Calliobothrium eschricthii    |
|  |                               |
|  | Calliobothrium tylotocephalum |
|  |                               |
|  | Calliobothrium verticillatum  |
|  |                               |